# August von Brandis
Pour les articles homonymes, voir Brandis (homonymie).
August Friedrich Carl von Brandis dit August von Brandis (né le 12 mai 1859 à Berlin-Haselhorst en royaume de Prusse - mort le 18 octobre 1947 à Aix-la-Chapelle en Allemagne) est un artiste-peintre allemand.

## Biographie
August von Brandis fréquenta le lycée de Berlin jusqu'en 187 où il entra à l'Académie des beaux-arts locale. Après des études d'art, il devint professeur à l'Université technique de Rhénanie-Westphalie à Aix-la-Chapelle. Il peint souvent des intérieurs empreints de poésie. Il s'est adjoint, au tournant du siècle, aux peintres de l'école de Dachau (Künstlerkolonie Dachau).

## Ses œuvres
(liste non exhaustive) 
- Durchblick , 1904, à la Neue Pinakothek, à Munich.
- Interieur aus einem Gartenhaus , 1915 à la Nationalgalerie (Berlin)
- Betendes Mädchen , Académie des beaux-arts à Berlin